# Someone Saved My Life Tonight
Someone Saved My Life Tonight es una canción, con música del músico inglés Elton John y letra de Bernie Taupin, del álbum de John de 1975 Captain Fantastic and the Brown Dirt Cowboy. Fue lanzado como sencillo el 23 de junio de 1975, el único sencillo lanzado del álbum. Como el resto del álbum, la canción es autobiográfica; cuenta la historia de un intento de suicidio por parte de John.
Con seis minutos y 45 segundos, era largo para un sencillo, pero debido a la naturaleza muy personal de la letra, John se negó a permitir que se redujera a la duración de un sencillo más típico. A pesar de la duración, alcanzó su punto máximo en la lista Billboard Hot 100 de EE. UU. En el puesto n. ° 4 y en Canadá en la lista RPM Top Singles en el puesto n. ° 2. Sería su último sencillo suyo en ocho años con la participación de la Banda de Elton John original, Dee Murray, Davey Johnstone y Nigel Olsson, ya que John despidió a Murray y Olsson luego de la grabación del álbum.